# Kismet (film 1944)
Kismet − amerykański dramat filmowy z 1944 roku w reżyserii Williama Dieterle'a. Adaptacja sztuki Edwarda Knoblocka pod tym samym tytułem z 1911 roku.

## O filmie
Główne role w filmie zagrali Ronald Colman i Marlene Dietrich. Kismet kręcono w technicolorze w 1943 roku, a zdjęcia zakończyły się 31 grudnia. Film znany był też pod tytułem Oriental Dream. Był to ostatni film Dietrich nagrany przed tym, jak aktorka wyruszyła wspierać alianckich żołnierzy na wojnie.
Produkcja nie okazała się sukcesem kasowym, choć otrzymała cztery nominacje do Oscara.

## Obsada
- Ronald Colman - Hafiz
- Marlene Dietrich - Jamilla
- James Craig - Caliph
- Edward Arnold - Mansur
- Hugh Herbert - Feisal
- Joy Page - Marsinah
- Florence Bates - Karsha
- Harry Davenport - Agha
- Hobart Cavanaugh - Moolah
- Robert Warwick - Alfife

## Oceny
| Źródło             | Ocena     |
| ------------------ | --------- |
| AllMovie           | [ 1 ]     |
| The New York Times | pozytywna |